# Каніапіско (водосховище)
Каніапіско (фр. Réservoir de Caniapiscau) — водосховище у верхів'ях річки Каніапіско Кот-Нор, Квебек, Канада. Це найбільша водойма Квебеку і друге за величиною водосховище в Канаді.
Дві греблі і 43 дамби утворили найбільше водосховище проекту затоки Джеймс. Відіграє важливу регулюючу роль, забезпечуючи до 35% зимового вироблення всього комплексу. Площа сточища 36800 км². На греблі розташовано ГЕС Брізе
В рамках реалізації проекту у 1970-80-і рр. площа озера Каніапіско, яке лежало на шляху річки Каніапіско, збільшилася в 9 разів, досягнувши 4300 км². Утворене водосховище заповнило величезну депресію льодовикового походження у верхній частині Канадського щита і його води використовуються цілим каскадом потужних гідроелектростанцій на річці Ла-Гранд.
Водосховище — найбільше в комплексі Ла-Гранд, його площа — 4318 км², повний об'єм — 58,3 км³. Водосховище утворено на місці існуючого озера площею 470 км². Береги дуже звивисті, понад 300 островів. Побудовано в 1974-85 роках.

## Ресурси Інтернету
- La Grande hydroelectric complex
- HAYEUR, Gaëtan. 2001. Summary of Knowledge Acquired in Northern Environments from 1970 to 2000. Montreal: Hydro-Québec
- World Lakes Database
- Explo-Sylva
- Air Saguenay Base on Lac Pau [Архівовано 11 червня 2020 у Wayback Machine.]